# Ałła Ważenina
Ałła Iwanowna Ważenina (kaz. Алла Ивановна Важенина; ur. 29 maja 1983 w Szadrinsku) – kazachska sztangistka, mistrzyni olimpijska, wicemistrzyni Azji.
W 2008 roku wywalczyła złoty medal w wadze ciężkiej podczas igrzysk olimpijskich w Pekinie. W zawodach tych wyprzedziła na podium Hiszpanka Lidia Valentín i Damaris Aguirre z Meksyku. Pierwotnie Ważenina zajęła drugie miejsce, jednak w 2015 za doping zdyskwalifikowana została Chinka Cao Lei, a złoty medal przyznano reprezentantce Kazachstanu.
Srebrna medalistka mistrzostw Azji w 2008 roku.

## Osiągnięcia
| Rok  | Zawody               | Miasto   | Miejsce | Kategoria | Wynik  |
| ---- | -------------------- | -------- | ------- | --------- | ------ |
| 2008 | Mistrzostwa Azji     | Kanazawa | 2       | do 75 kg  | 266 kg |
| 2008 | Igrzyska olimpijskie | Pekin    | 2       | do 75 kg  | 266 kg |